# Notoken
 (mai 2018).
Notoken est un groupe de punk hardcore équatorien, originaire de Guayaquil.

## Biographie
Le groupe se forme en avril 1991. En juin la même année, ils jouent en ouverture de groupes de thrash metal locaux comme Dirty Rotten Imbeciles et Agnostic Front, et jouent leurs propres chansons. À cette période, la scène rock équatorienne est habituée aux hommages et aux reprises, mais les premiers morceaux inédits de Notoken réussissent à percer, surtout dans les circuits underground du pays. À ses débuts, le groupe enregstre quelques démos comme Llamado a los descerebrados, et deux démo splits avec Agatochles (Belgique), et CFDL (Japon).
En novembre 1995, le groupe se rend en Colombie pour faire une présentation dans la ville de Medellín, devenant l'un des premiers groupes underground d'Équateur à jouer à l'international. En 1999, le groupe signe avec Brrutalidad Total Producciones pour la réédition de leur split avec Agathocles en format cassette intitulé Desastre popular et en version couleur. 
En février 2000, Notoken participe au festival Guayaquil avec le groupe vénézuélien Patia No et d'autres groupes locaux comme Tandacuchi, Kaos, Retaque et RDO. En mars 2000, le groupe signe avec le label indépendant Yoconda Records, pour la sortie d'un premier album studio, 10 años, qui sortira finalement en 2001. Le 9 janvier 2001, Notoken part pour Quito et joue avec le groupe de punk rock argentin 2 Minutos.
En 2011, le groupe est invité à participer au Quito Fest. Dans l'actualité, le groupe est considéré comme pionnier des genres rock et punk hardcore en Équateur,. 

## Discographie
- 1993 : Llamado a los descerebrados (démo)
- 1993 : démo split avec Agathocles (Belgique)
- 1993 : démo split avec CFDL (Japon)
- 1995 : Desastre popular (démo)
- 1995 : Resiste Juan (EP)
- 1998 : Detin Marinde Dopingüe (cassette)
- 2001 : 10 años
- 2006 : Token no más
- 2006 : Detin Marin de dopingüe
- 2014 : Sociedad en Llamas
- 25 Años de hardcore (compilation + DVD documentaire)

## Membres

### Membres actuels
- Julio Salame - guitare
- José Jiménez - voix
- Daniel Salame - basse
- Gabriel Ávila - batterie

### Anciens membres
- Carlos Avilés - voix
- Marcos Correa - basse
- Marco Paucar - basse
- José Luis Mancero - basse